# مستشفى أطفال
مستشفى الأطفال هو المستشفى الذي يقدم خدماته حصراً إلى الأطفال بما في ذلك المراهقين من سن الثامنة عشر وما دون . وهو متخصص في علاج أمراض الطفولة و رعاية الأطفال. بدأ انتشار هذا النوع من مستشفيات الأطفال في القرن العشرين حيث تم فصل معالجة الأطفال عن البالغين، وتشمل أغلب مستشفيات الأطفال على الاختصاصات الطبية كافة من طب بشري وطب اسنان وطب نفسي. 
بينما هناك بعض المستشفيات التي تستمر في معالجة الأطفال الذين يعانون من أمراض نادرة حتى مرحلة البلوغ حيث أنها تسمح بالإستمرارية في الرعاية والعلاج .بالإضافة إلى وجود بعض المشافي التي تقدم أماكن إقامة لأسر المرضى . إن مستشفيات الأطفال لديها ميزة إضافية لكون الطفل المريض تحت إشراف المهنيين الصحيين الذين تم تدريبهم لعلاج الأطفال وطب الأطفال .
والخاصية الموجودة لدى معظم مشافي الأطفال تسمح للأطفال بالتكيف مع الثقافات الاجتماعية والتعليمية بشكل أفضل مع الاهتمام بالترفيه اليومي.